# Olaf I Tryggvason

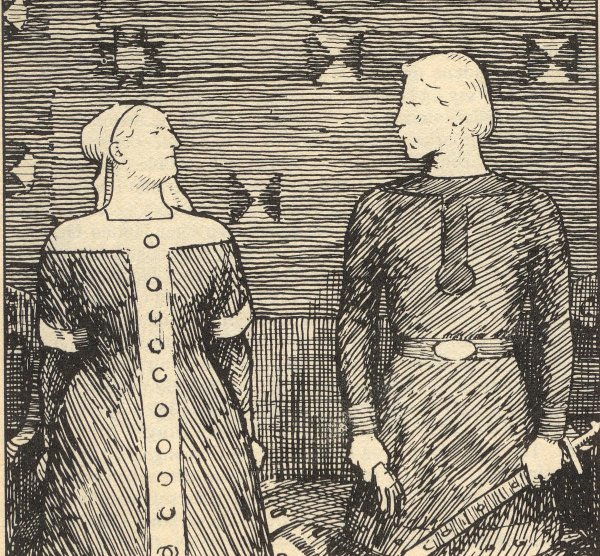
Olaf Tryggvason i Sygryda Storråda

Olaf I Tryggvason, Olav Tryggvason (ur. 963–968, zm. 9 września 1000 w bitwie pod Svold) – król Norwegii w latach 995–1000.

## Dzieciństwo i młodość
Urodził się jako pogrobowy syn Tryggve Olafssona, norweskiego króla Viken. Jego ojciec został zabity na polecenie Haralda II Szarej Opończy, króla Norwegii. Wdowa po Tryggve wraz z małym synem schroniła się na Rusi (przypuszczalnie w Nowogrodzie Wielkim), gdzie Olaf się wychował. W wieku 12 lat rozpoczął karierę wikinga i z grupką piratów zaczął grasować na wodach Bałtyku.

## Żywot wikinga
Nadworny skald Olafa odnotował, że późniejszy król Norwegii walczył m.in. w okolicach Hedeby i na wybrzeżu flandryjskim. Na czele wielkiej armii wikingów dwukrotnie najeżdżał Anglię: najpierw w 991, później w 994 roku, wymuszając ogromne okupy na anglosaskim królu Ethelredzie II. W 991 odniósł zwycięstwo pod Maldon. W czasie drugiej wyprawy Olaf przyjął chrzest.

## Król Norwegii
Olaf powrócił do Norwegii w 995 roku, gdzie objął tron jako następca zamordowanego jarla Hakona. Próbował wprowadzać siłą chrześcijaństwo, przez co natrafił na silny opór możnych. W 996 roku założył miasto Nidaros w miejscu zburzonej pogańskiej świątyni Lade.

## Śmierć
Przeciwko Olafowi zawiązała się potężna koalicja, do której należeli Swen I Widłobrody, król Danii, młody Olaf Skötkonung, król Szwecji oraz jarl Eryk Hakonsson, przywódca norweskiej opozycji. Olaf próbował najechać Danię w roku 1000, ale 9 września tego roku poniósł śmierć w bitwie pod Svold, w której został pokonany przez połączone siły swoich przeciwników. Miał wpaść do wody i utonąć, a jego ciała nie odnaleziono. Rozeszły się pogłoski, jakoby widziano go w Jerozolimie.

## Małżeństwo
Jego żoną była Tove (Thyra), pochodząca z Danii, być może córka duńskiego króla Haralda Sinozębego. Wiadomo, że zmarła na wieść o śmierci swojego męża 18 listopada 1000 roku. Późne źródła przypisują Olafowi kilka żon oraz romans ze szwedzką królową-wdową Sygrydą. Przekazy te zostały odrzucone przez literaturę historyczną.

## Wywód rodowodowy
| 4. Olaf Geirstadaalf, syn Haralda Pięknowłosego |  |                         |  |  |                    |
|                                                 |  | 2. Tryggve Olafsson     |  |  |                    |
| 5. nieznany przodek                             |  |                         |  |  |                    |
|                                                 |  |                         |  |  | 1. Olaf Tryggvason |
| 6. Eirik Bjordaskalle                           |  |                         |  |  |                    |
|                                                 |  | 3. Estryda Eiriksdatter |  |  |                    |
| 7. nieznany przodek                             |  |                         |  |  |                    |
|                                                 |  |                         |  |  |                    |